# 杜周
杜 周（と しゅう、? - 紀元前94年）は、前漢の武帝時代の酷吏と呼ばれた官吏の一人。字は長孺。南陽郡杜衍県（現在の河南省南陽市臥竜区）の人。

## 略歴
義縦が南陽太守の時に杜周を腹心とし、彼を張湯に推薦した。張湯は彼を廷尉史にした。辺境の兵卒が逃亡した案件を取り調べ、多くの者を死罪とした。上奏が皇帝の意に叶い、重く用いられるようになった。十数年にわたり、減宣と互いに御史中丞となった。元封2年（紀元前109年）に廷尉となった。
彼は頭の回転が速い方ではなかったが、法律の適用は骨まで達するほど厳しかった。左内史減宣や廷尉杜周の治績は張湯に倣ったもので、皇帝の意を伺うことが得意であった。皇帝が陥れようと思っている相手であれば法を適用して罪に落し、皇帝が許そうと思っている相手であればわざと取り調べずに無罪の証拠が出るのを待った。客が「貴公は天下の裁判を司りながら律令に従わず、君主の指図によって獄を左右していますが、獄というのはそういうものでしょうか」と言ったが、杜周は「律令というものもその時の君主が、その時に正しいと思って作ったものであって、古から不変の法などではないのです」と答えた。
杜周が廷尉の時には詔獄も多く、二千石の官僚も100人以上が獄に繋がれていた。また郡から廷尉に挙がる案件も1年で1000件にも及んだ。吏は案件に書かれている通り関係者を責め、それを認めなければ拷問して認めさせた。そのため獄に関ると知った者はみな逃亡するようになった。獄が長い者は十年以上過ぎても続いた。詔獄の案件は6・7万人にも及び、さらに取り調べの吏によって10万人以上が追加された。
杜周は一度罷免されたが天漢2年（紀元前99年）に執金吾となり、桑弘羊や衛皇后の一族でも構わずに逮捕したため、武帝は無私の心で尽力する人物と思い、翌天漢3年（紀元前98年）には自殺した王卿の後任の御史大夫となり、太始3年（紀元前94年）に病死した。
杜周が廷尉史になった時には馬を一頭有しているだけであったが、本人は三公にまで至り、二人の子が黄河を挟んで太守となり、家は巨万の富を蓄えるようになった。彼の子供たちもみな父を見習った統治であったが、杜延年だけは緩やかな統治を行い、御史大夫に至った。
子孫に三国時代に西晋に仕え呉を滅ぼし「破竹の勢い」という故事を残した杜預、さらにその子孫には唐の詩聖杜甫がいる。
ちなみに、横山光輝の『史記』にて、「酷吏時代」として杜周が史記の最後の主人公として描かれている。